# Cepivo OMRN
Cepivo OMRN je kombinirano cepivo proti ošpicam, mumpsu, rdečkam in noricam. Gre za kombinacijo dveh cepiv, kombiniranega cepiva OMR in cepiva proti noricam; obe cepivi se namreč uporabljata po primerljivi shemi cepljenja in sočasno cepljenje izkazuje dober varnostni profil.
Cepivo OMRN, ki se uporablja v ZDA, Avstraliji in številnih evropskih državah, proizvajata oziroma tržita dve farmacevtski podjetji. Cepivo ProQuad trži Merck; v ZDA so ga odobrili leta 2005, in sicer ga je ameriški Urad za prehrano in zdravila (FDA) odobril za uporabo pri otrocih, starih od dvanajst mesecev do dvanajst let (v Evropski uniji je cepivo odobreno od leta 2006). Cepivo pod imenom Priorix Tetra proizvaja podjetje GlaxoSmithKline in je odobreno med drugim v Nemčiji in Avstraliji.

## Neželeni učinki
Najpogostejša neželena učinka cepiva ProQuad, ki se lahko pojavita pri več kot 10 % cepljenih oseb, sta vročina in pordelost kože na mestu injiciranja.
Po uporabi cepiva ProQuad so poročali o redkih, a hudih neželenih učinkih, kot je alergična reakcija, ki lahko zajema zatekanje ustnic, jezika ali obraza; oteženo dihanje in zaporo žrela; koprivnico; bledico; splošno telesno slabostnost; omotico; pospešeno bitje srca; oglušelost; dolgotrajne napade, komo in zmanjšano zavest; krče zaradi povišane telesne temperature in začasno znižanje števila krvnih ploščic.
Pri otrocih, starih dve leti in manj, je cepivo OMRN povezano s statistično značilno večjo pojavnostjo neželenih učinkov v primerjavi z ločenim cepljenjem s cepivom OMR in cepivom proti noricam na isti dan. Pogosteje se pojavljajo vročinski krči (4,3 več primerov na 100.000 cepljenih otrok; 95-% IZ: 2,6–5,6), vročina (7,5 več primerov epizod povečini blage vročine na 100 cepljenih otrok; 95-% IZ: 5,4–9,4) in ošpicam podoben izpuščaj (1,1 primer več na 100 cepljenih otrok; 95-% IZ: 0,2–1,8). Vročinski krči zaradi cepljenja s cepivom OMRV se lahko pojavijo 7 do 10 dni po cepljenju. Pri otrocih, starih štiri do šest let, ni dokazov o večji pojavnosti vročinskih krčev pri cepivu Proquad v primerjavi z ločenim dajanjem cepiv.
Zaradi podatkov o povečani pojavnosti vročinskih krčev po prvem odmerku cepiva OMRN zlasti pri mlajših otrocih so nekatera zdravstvena združenja priporočila, da se naj ob prvem odmerku cepi z ločenima cepivoma (posebej cepivo OMR in posebej cepivo proti noricam). Vendar pa nekatere raziskave zvečanega tveganja za vročinske krče pri cepivu OMRV niso zaznale in posledično nekatera združenja niso odsvetovala že prvega odmerka s cepivom OMRN.

## Položaj v Sloveniji
V Sloveniji sta registrirani obe cepivi, ProQuad in Priorix Tetra, na trgu pa je le prvo. Štirivalentno cepivo OMRN ni zajeto v program obveznega cepljenja; le-ta zajema le cepivo OMR, ki ga otroci prejmejo v dveh odmerkih; prvega v starosti 11 do 18 mesecev, drugega pa pred vstopo v šolo. Cepljenje s cepivom OMRN je samoplačniško.